# Polyrhachis menelas
Polyrhachis menelas är en myrart som beskrevs av Auguste-Henri Forel 1904. Polyrhachis menelas ingår i släktet Polyrhachis och familjen myror. Inga underarter finns listade i Catalogue of Life.